# Кейт Дуглас
Кейт Дуглас (англ. Kate Douglass; нар. 17 листопада 2001) — американська плавчиня, бронзова призерка Олімпійських ігор 2020 року.

## Кар'єра
у 2018 році Кейт Дуглас взяла участь в юнацьких Олімпійських іграх. Вона виступала в естафетному плаванні, а також у плаванні брасом та комплексом, але виграти медаль їй не вдалося. 
У 2021 році, під час американського олімпійського відбору, спортсменка стала другою на дистанції 200 метрів комплексом та кваліфікувалася на Олімпійські ігри в Токіо.
26 липня відбулися попередні запливи, де Александра показала найкращий час, 2:09.16, та кваліфікувалася у півфінал. Наступного дня спортсменка також показала найкращий час (2:09.21), кваліфікувавшись у фінал. Там вона програла лише японській спортсменці Юї Охасі, яка здобула свою другу золоту медаль та своїй співвітчизниці Александрі Волш, ставши бронзовою призеркою. У фінальному запливі плавчиня показала час 2:09.04.

## Виступи на Олімпійських іграх
| Олімпіада  | Дисципліна            | Час     | Місце |
| ---------- | --------------------- | ------- | ----- |
| Токіо 2020 | 200 метрів комплексом | 2:09.04 | 3     |